# Adamantane
L’adamantane ou tricyclo[3.3.1.13,7]décane est un hydrocarbure cristallin, incolore avec une odeur rappelant celle du camphre. De formule brute C10H16, c'est un polycyclo-alcane et aussi le plus simple des diamantoïdes, terme rare qui qualifie les composés qui, par certains côtés, ici la structure, rappellent le carbone diamant. L'adamantane a été découvert dans le pétrole en 1933. Son nom vient de l'adjectif « adamantin », « en rapport avec le diamant » à cause de sa structure qui calque la structure cubique du diamant et du suffixe ane des alcanes. L'adamantane est le plus stable des isomères C10H16.

## Synthèse
L'adamantane a été synthétisé pour la première fois par Vladimir Prelog en 1941,. Une méthode plus pratique a été trouvée par Paul von Rague Schleyer en 1957. Elle consiste en l'hydrogénation du dicyclopentadiène suivi par un réarrangement intramoléculaire catalysé par un acide, :

## Structure

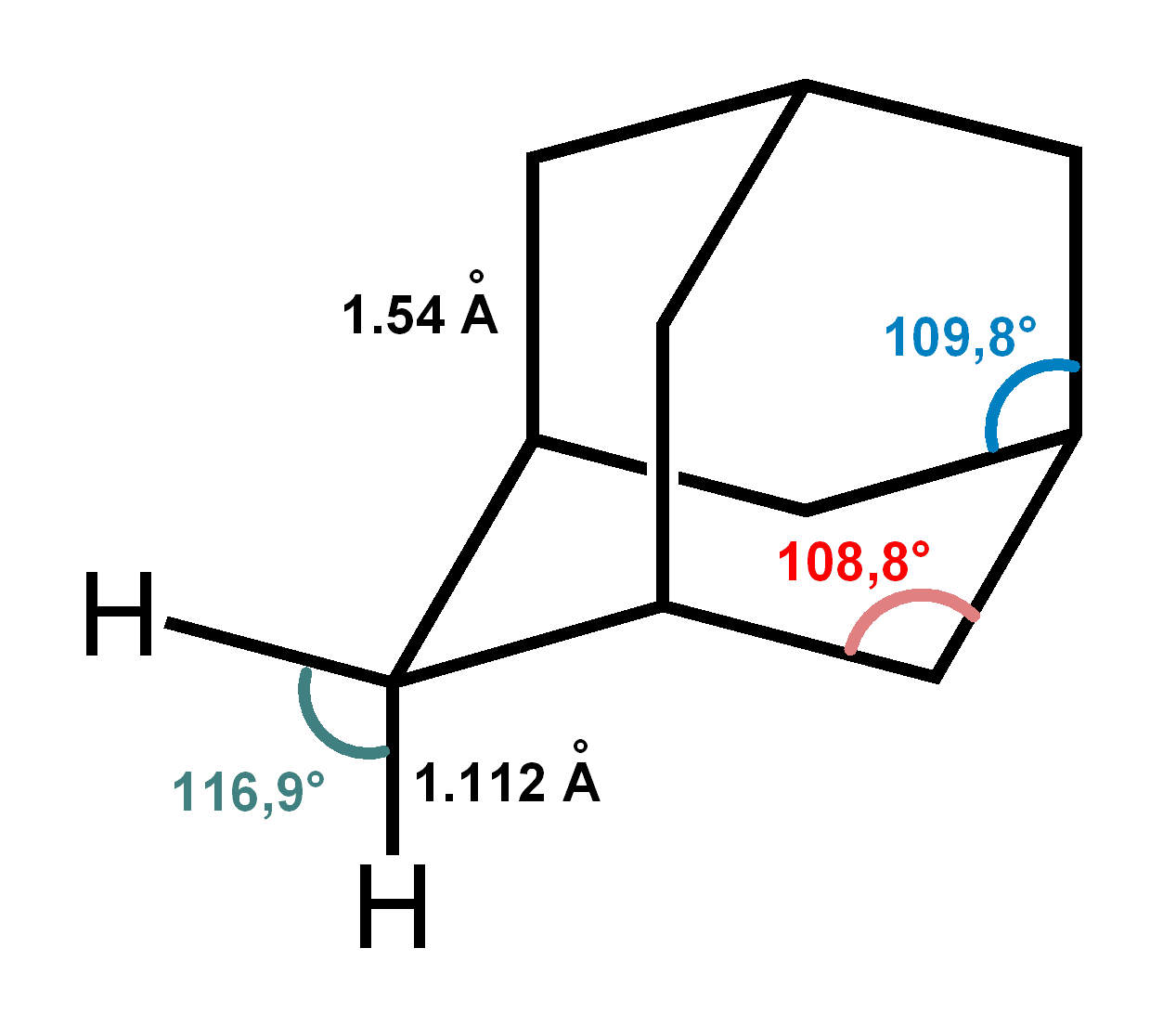

L'adamantane consiste en trois cyclohexanes fusionnés. Ses paramètres moléculaires ont été mesurés par diffraction électronique et cristallographie. La longueur des liaisons carbone-carbone est de 154 pm (1.54 Å) identique à celle dans le diamant et la distance carbone-hydrogène vaut 111,2 pm (1.112 Å).
À température ambiante, l'adamantane cristallise avec une structure cubique à faces centrées du groupe d'espace Fm3m avec a = 942,6 ± 0,8 pm et Z =4. Les quatre molécules dans la maille sont d'orientation désordonnée. Cette structure se transforme en phase tétragonale centrée avec a = 664,1 pm, c = 887,5 pm et Z=2, par refroidissement à 208 K soit −65,15 °C ou par application d'une pression supérieure à 0,5 GPa,.
La transition de phase est du premier ordre. Elle s'accompagne d'anomalies dans la capacité de chaleur, l'élasticité et d'autres propriétés. En particulier, alors que les molécules d'adamantane tournent librement dans la phase cubique, elles sont fixes dans celle tétragonale. La densité marque également une augmentation de 1,08 à 1,18 g/cm3 et l'entropie change d'une quantité significative de 1594 J/(mol·K).

## Emploi
L'adamantane lui-même jouit de peu d'applications du fait que c'est un hydrocarbure sans fonction chimique. Il est utilisé pour certains masques de photolithogravure en microélectronique. Il est aussi utilisé dans la formulation de certains polymères.
Pour la spectroscopie RMN à l'état solide, l'adamantane est un étalon, référence pour les déplacements chimiques.
Dans les lasers à colorants, l'adamantane peut être utilisé pour étendre la durée de vie du milieu amplificateur car il ne peut être photo-ionisé : ses bandes d'absorption se trouvent dans l'ultraviolet. Les énergies de photo-ionisation de l'adamantane et de plusieurs autres diamantoïdes plus gros ont récemment (en 2007) été déterminées.

## Dérivés
Les dérivés de l'adamantane sont utilisés en médecine, par exemple l'amantadine, l'adapalène, la mémantine ou la rimantadine. Les 1-haloadamantane sont également étudiés pour leur potentiel d'anticancéreux en particulier pour traiter les leucémies. Des adamantanes condensés et d'autres diamantoïdes ont été isolés en petites quantités par distillation fractionnée du pétrole. Ces composés sont intéressants comme approximation moléculaire de la structure cubique du diamant, bordée par des liaisons C-H. Le 1,3-déshydroadamantane est un membre de la famille des propellanes.
Au total, chaque année, environ 10 000 tonnes d'adamantane et de ses dérivés sont produits.

## Analogues
Beaucoup de molécules adoptent une structure en cage de type diamantoïde. Les composés particulièrement utiles avec ce type de structure sont P4O6, As4O6, P4O10 (= (PO)4O6), P4S10 (= (PS)4S6) et N4(CH2)6.